# Диафрагма (измерение расхода)

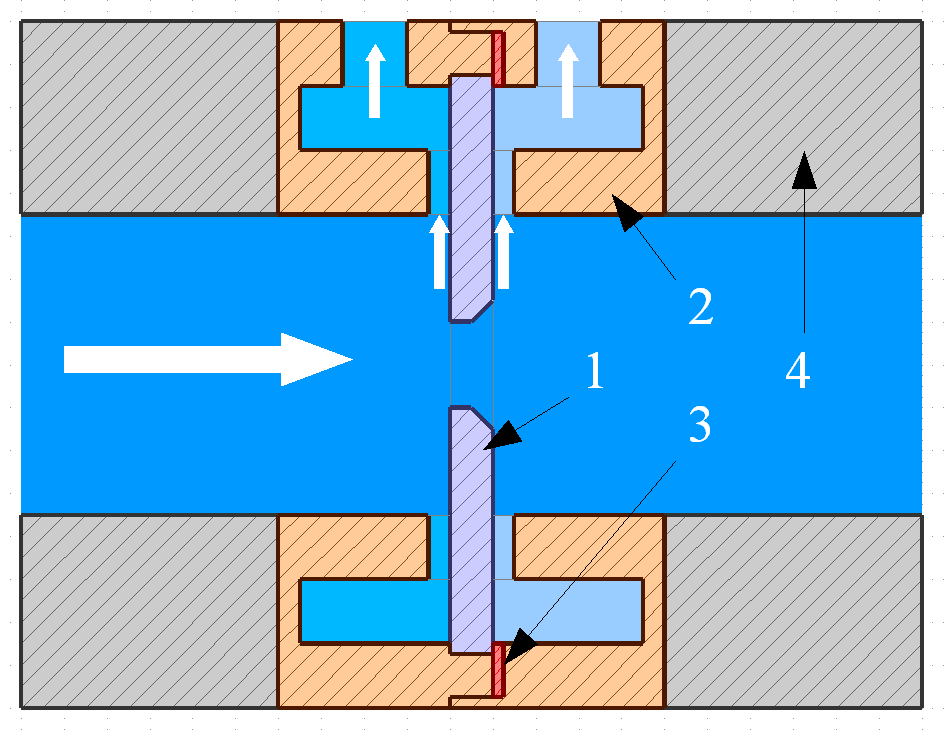
Схема установленной диафрагмы в кольцевой камере (которая, в свою очередь, вставлена в трубу). Принятые обозначения: 1. Диафрагма; 2. Кольцевая камера; 3. Прокладка; 4. Труба. Стрелки показывают направление жидкости/газа. Оттенками цвета выделено изменение давления.

Диафра́гма (от греч. διάφραγμα — перегородка) — сужающее устройство потока газа или жидкости в трубопроводе. Является трубопроводной арматурой в качестве первичного измерительного преобразователя для измерения объёмного расхода. Представляет собой пластинчатую перегородку с отверстием внутри трубы с жидкостью или газом.

## Принцип работы диафрагмы
Принцип действия, как и в трубе Вентури, основан на законе Бернулли, который устанавливает связь между скоростью потока и давлением в нём. В трубопроводе, по которому протекает жидкое или газообразное вещество, устанавливается диафрагма, создающая местное сужение потока. Максимальное сжатие потока происходит на некотором расстоянии за диафрагмой, образующееся при этом минимальное сечение потока называют сжатым сечением. Вследствие перехода части потенциальной энергии давления в кинетическую средняя скорость потока в суженном сечении повышается. Статическое давление потока после диафрагмы становится меньше, чем до неё. Разность этих давлений (перепад давления) тем больше, чем больше расход протекающего вещества. Разность давлений измеряется дифференциальным манометром.

## Конструкция диафрагмы
Диафрагма выполняется в виде кольца. Отверстие в центре с выходной стороны в некоторых случаях может быть скошено. В зависимости от конструкции и конкретного случая диафрагма может вставляться в кольцевую камеру или нет (см. Виды диафрагм). Материалом изготовления диафрагм чаще всего является сталь 12Х18Н10Т (ГОСТ 5632-72), в качестве материала для изготовления корпусов кольцевых камер может использоваться сталь 20 (ГОСТ 1050-88) или сталь 12Х18Н10Т (ГОСТ 5632-2014).

## Течение несжимаемой жидкости через диафрагму
Предполагая течение жидкости, несжимаемой и невязкой, установившимся, ламинарным, в горизонтальной трубе (изменения уровня отсутствуют) с пренебрежимо маленькими потерями на трение, закон Бернулли сокращается до закона сохранения энергии между двумя точками на одной линии тока:
{\displaystyle P_{1}+{\frac {1}{2}}\cdot \rho \cdot V_{1}^{2}=P_{2}+{\frac {1}{2}}\cdot \rho \cdot V_{2}^{2}}
или
{\displaystyle P_{1}-P_{2}={\frac {1}{2}}\cdot \rho \cdot V_{2}^{2}-{\frac {1}{2}}\cdot \rho \cdot V_{1}^{2}}
Из уравнения неразрывности:
{\displaystyle Q=A_{1}\cdot V_{1}=A_{2}\cdot V_{2}}   или   {\displaystyle V_{1}=Q/A_{1}} и {\displaystyle V_{2}=Q/A_{2}} :
{\displaystyle P_{1}-P_{2}={\frac {1}{2}}\cdot \rho \cdot {\bigg (}{\frac {Q}{A_{2}}}{\bigg )}^{2}-{\frac {1}{2}}\cdot \rho \cdot {\bigg (}{\frac {Q}{A_{1}}}{\bigg )}^{2}}
Выражая {\displaystyle Q_{}}:
{\displaystyle Q=A_{2}\;{\sqrt {\frac {2\;(P_{1}-P_{2})/\rho }{1-(A_{2}/A_{1})^{2}}}}}

и

{\displaystyle Q=A_{2}\;{\sqrt {\frac {1}{1-(d_{2}/d_{1})^{4}}}}\;{\sqrt {2\;(P_{1}-P_{2})/\rho }}}
Указанное выше выражение для {\displaystyle Q} представляет собой теоретический объемный расход. Введём {\displaystyle \beta =d_{2}/d_{1}}, а также коэффициент истечения {\displaystyle C_{d}}:
{\displaystyle Q=C_{d}\;A_{2}\;{\sqrt {\frac {1}{1-\beta ^{4}}}}\;{\sqrt {2\;(P_{1}-P_{2})/\rho }}}
И, наконец, введём коэффициент расхода {\displaystyle C}, который определим как {\displaystyle C={\frac {C_{d}}{\sqrt {1-\beta ^{4}}}}}, для получения конечного уравнения для объемного расхода жидкости:
{\displaystyle (1)\qquad Q=C\;A_{2}\;{\sqrt {2\;(P_{1}-P_{2})/\rho }}}
Умножим полученное нами ранее уравнение (1) на плотность жидкости, чтобы получить выражение для массового расхода в любом сечении трубы:
{\displaystyle (2)\qquad {\dot {m}}=\rho \;Q=C\;A_{2}\;{\sqrt {2\;\rho \;(P_{1}-P_{2})}}}
| где                        |                                                                              |
| {\displaystyle Q_{}}       | = объёмный расход (at any cross-section), м³/с                               |
| {\displaystyle {\dot {m}}} | = массовый расход (at any cross-section), кг/с                               |
| {\displaystyle C_{d}}      | = коэффициент истечения, безразмерная величина                               |
| {\displaystyle C}          | = коэффициент расхода, безразмерная величина                                 |
| {\displaystyle A_{1}}      | = площадь сечения трубы, м²                                                  |
| {\displaystyle A_{2}}      | = площадь сечения отверстия в диафрагме, м²                                  |
| {\displaystyle d_{1}}      | = диаметр трубы, м                                                           |
| {\displaystyle d_{2}}      | = диаметр отверстия в диафрагме, м                                           |
| {\displaystyle \beta }     | = соотношение диаметров трубы и отверстия в диафрагме, безразмерная величина |
| {\displaystyle V_{1}}      | = скорость жидкости до диафрагмы, м/с                                        |
| {\displaystyle V_{2}}      | = скорость жидкости внутри диафрагмы, м/с                                    |
| {\displaystyle P_{1}}      | = давление жидкости до диафрагмы, Па (кг/(м·с²))                             |
| {\displaystyle P_{2}}      | = давление жидкости после диафрагмы, Па (кг/(м·с²))                          |
| {\displaystyle \rho }      | = плотность жидкости, кг/м³.                                                 |

## Течение газа через диафрагму
В основном, уравнение (2) применимо только для несжимаемых жидкостей. Но оно может быть модифицировано введением коэффициента расширения {\displaystyle Y}с целью учёта сжимаемости газов.
{\displaystyle (3)\qquad {\dot {m}}=\rho _{1}\;Q=C\;Y\;A_{2}\;{\sqrt {2\;\rho _{1}\;(P_{1}-P_{2})}}}
{\displaystyle Y} равен 1.0 для несжимаемых жидкостей и может быть вычислен для газов.

### Расчёт коэффициента расширения
Коэффициент расширения {\displaystyle Y}, который позволяет отследить изменение плотности идеального газа при изоэнтропийном процессе, может быть найден как:
{\displaystyle Y=\;{\sqrt {r^{2/k}{\bigg (}{\frac {k}{k-1}}{\bigg )}{\bigg (}{\frac {\;1-r^{(k-1)/k\;}}{1-r}}{\bigg )}{\bigg (}{\frac {1-\beta ^{4}}{1-\beta ^{4}\;r^{2/k}}}{\bigg )}}}}
Для значений {\displaystyle \beta } менее чем 0.25, {\displaystyle \beta ^{4}} стремится к 0, что приводит к обращению последнего члена в 1. Таким образом, для большинства диафрагм справедливо выражение:
{\displaystyle (4)\qquad Y=\;{\sqrt {r^{2/k}{\bigg (}{\frac {k}{k-1}}{\bigg )}{\bigg (}{\frac {\;1-r^{(k-1)/k\;}}{1-r}}{\bigg )}}}}
| где               |                                                                                 |
| {\displaystyle Y} | = коэффициент расширения, безразмерная величина                                 |
| {\displaystyle r} | = {\displaystyle P_{2}/P_{1}}                                                   |
| {\displaystyle k} | = отношение теплоёмкостей ({\displaystyle c_{p}/c_{v}}), безразмерная величина. |

Подставив уравнение (4) в выражение для массового расхода (3) получим:
{\displaystyle {\dot {m}}=C\;A_{2}\;{\sqrt {2\;\rho _{1}\;{\bigg (}{\frac {k}{k-1}}{\bigg )}{\bigg [}{\frac {(P_{2}/P_{1})^{2/k}-(P_{2}/P_{1})^{(k+1)/k}}{1-P_{2}/P_{1}}}{\bigg ]}(P_{1}-P_{2})}}}

и

{\displaystyle {\dot {m}}=C\;A_{2}\;{\sqrt {2\;\rho _{1}\;{\bigg (}{\frac {k}{k-1}}{\bigg )}{\bigg [}{\frac {(P_{2}/P_{1})^{2/k}-(P_{2}/P_{1})^{(k+1)/k}}{(P_{1}-P_{2})/P_{1}}}{\bigg ]}(P_{1}-P_{2})}}}
Таким образом, конечное выражение для несжатого (т.е., дозвукового) потока идеального газа через диафрагму для значений β меньших, чем 0.25:
{\displaystyle (5)\qquad {\dot {m}}=C\;A_{2}\;{\sqrt {2\;\rho _{1}\;P_{1}\;{\bigg (}{\frac {k}{k-1}}{\bigg )}{\bigg [}(P_{2}/P_{1})^{2/k}-(P_{2}/P_{1})^{(k+1)/k}{\bigg ]}}}}
Используя уравнение состояния идеального газа и фактор сжимаемости (вносится для корректировки ввиду отличия реальных газов от идеальных), выражение для практического использования при дозвуковом потоке реального газа через диафрагму для значений β меньших, чем 0.25:
{\displaystyle (6)\qquad {\dot {m}}=C\;A_{2}\;P_{1}\;{\sqrt {{\frac {2\;M}{Z\;R\;T_{1}}}{\bigg (}{\frac {k}{k-1}}{\bigg )}{\bigg [}(P_{2}/P_{1})^{2/k}-(P_{2}/P_{1})^{(k+1)/k}{\bigg ]}}}}
Помня что {\displaystyle Q_{1}={\frac {\dot {m}}{\rho _{1}}}} и {\displaystyle \rho _{1}=M\;{\frac {P_{1}}{Z\;R\;T_{1}}}}  (уравнение состояния реального газа с учётом фактора сжимаемости)
{\displaystyle (8)\qquad Q_{1}=C\;A_{2}\;{\sqrt {2\;{\frac {Z\;R\;T_{1}}{M}}{\bigg (}{\frac {k}{k-1}}{\bigg )}{\bigg [}(P_{2}/P_{1})^{2/k}-(P_{2}/P_{1})^{(k+1)/k}{\bigg ]}}}}
| где                        | |
| {\displaystyle k}          | = отношение теплоёмкостей ({\displaystyle c_{p}/c_{v}}), безразмерная величина                      |
| {\displaystyle {\dot {m}}} | = массовый расход в произвольном сечении, кг/с                                                      |
| {\displaystyle Q_{1}}      | = расход реального газа до диафрагмы, м³/с                                                          |
| {\displaystyle C}          | = расходный коэффициент диафрагмы, безразмерная величина                                            |
| {\displaystyle A_{2}}      | = площадь сечения отверстия в диафрагме, м²                                                         |
| {\displaystyle \rho _{1}}  | = плотность реального газа до диафрагмы, кг/м³                                                      |
| {\displaystyle P_{1}}      | = давление газа до диафрагмы, Па (кг/(м·с²))                                                        |
| {\displaystyle P_{2}}      | = давление газа после диафрагмы, Па (кг/(м·с²))                                                     |
| {\displaystyle M}          | = молекулярная масса газа, кг/моль (также известна как молекулярный вес)                            |
| {\displaystyle R}          | = универсальная газовая постоянная = 8.3145 Дж/(моль·К)                                             |
| {\displaystyle T_{1}}      | = абсолютная температура газа до диафрагмы, K                                                       |
| {\displaystyle Z}          | = фактор сжимаемости газа при {\displaystyle P_{1}} и {\displaystyle T_{1}}, безразмерная величина. |

Детальное описание критического и некритического течения газов, а также выражения для критического потока газа через диафрагму можно найти в статье про критический поток.

## Виды диафрагм

### ДКС
ДКС — диафрагма камерная стандартная.
Рассчитана  на условное давление до 10 МПа с условным проходом от 50 до 500 мм.

### ДБС
ДБС — диафрагма бескамерная стандартная.
Рассчитана  на условный проход от 300 до 500 мм и условное давление до 4 МПа.